# Lípy v Číhané
Lípy v Číhané jsou památné stromy ve vsi Číhaná nedaleko Úněšova. Obě lípy velkolisté (Tilia platyphyllos) rostou u křížku na návsi v nadmořské výšce 560 m. Výška dosahuje shodně 22 m, obvody kmenů jsou 370 cm a 320 cm (měření 1985). Chráněny jsou od roku 1987 pro svůj vzrůst a jako krajinná dominanta.

## Stromy v okolí
- Vlastin dub